# Porcelana sewrska

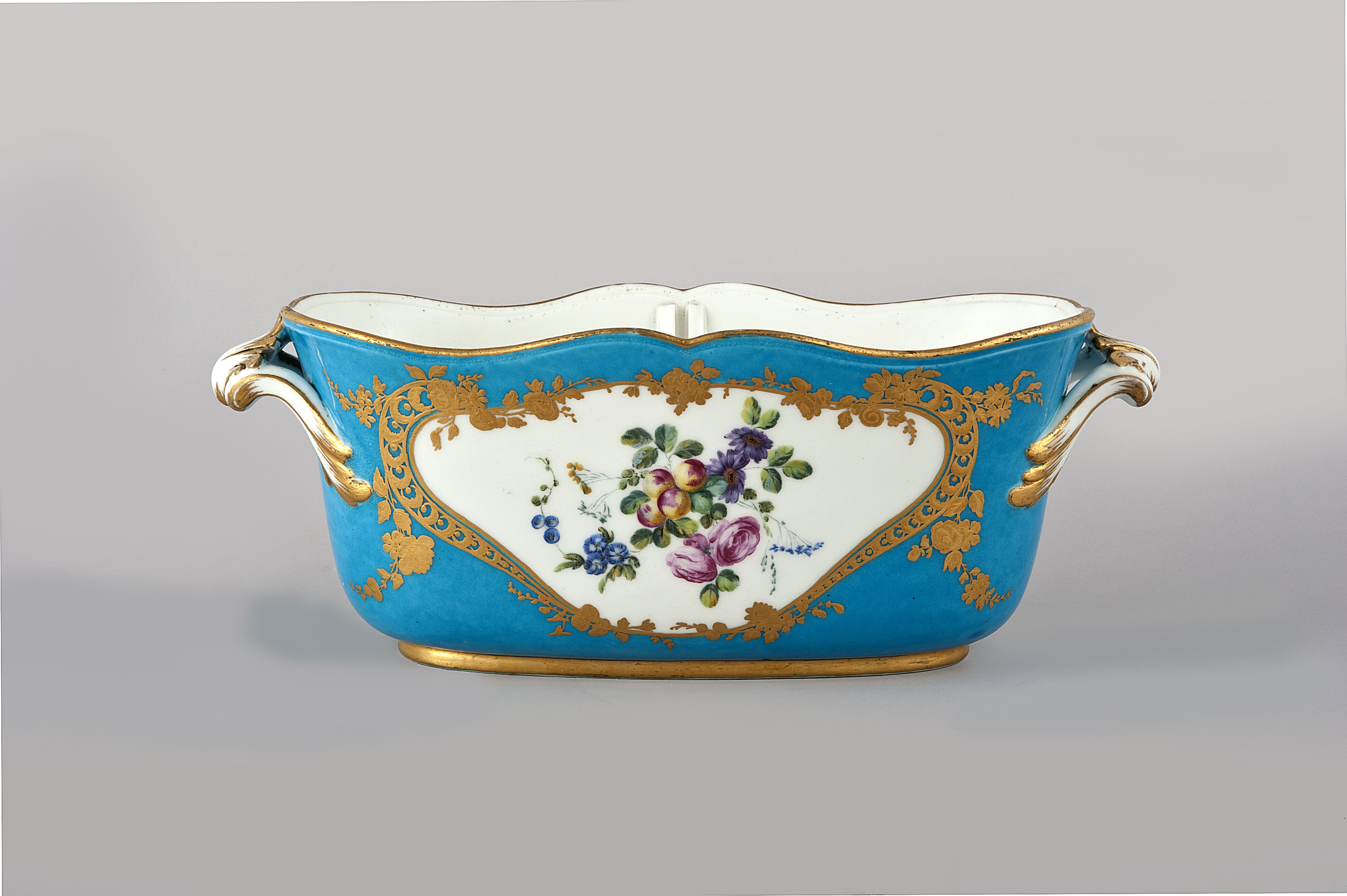
Naczynie do chłodzenia butelek z serwisu Ludwika XV wykonane z miękkiej porcelany w 1753. Muzeum Narodowe w Warszawie

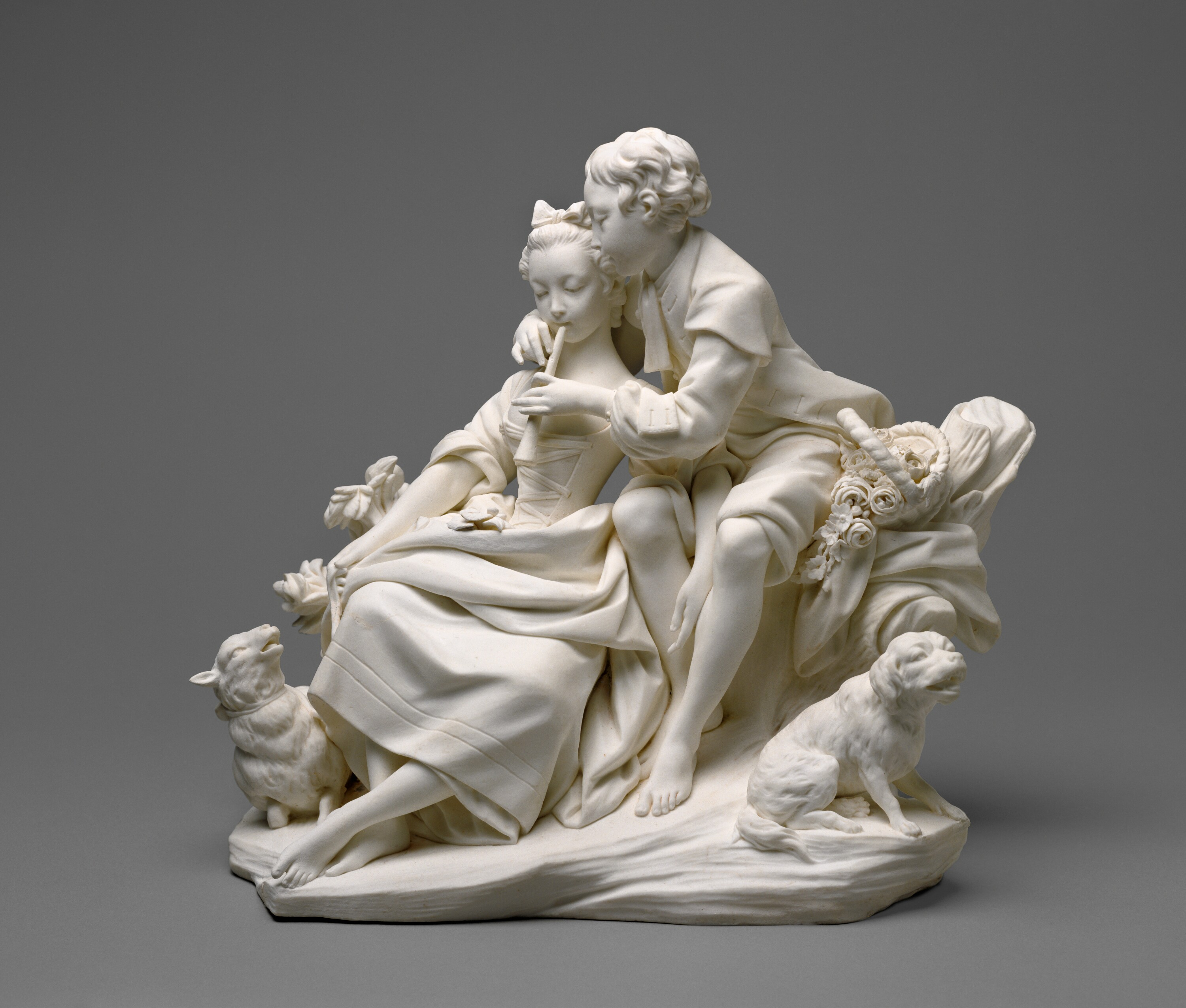
Lekcja gry na flecie, grupa figuralna wg modelu Étienne Maurice'a Falconeta. Biskwit, ok. 1757–1766. J. Paul Getty Museum

Porcelana sewrska – wyroby z porcelany, produkowane do dziś w manufakturze w Sèvres.

## Historia
W 1740 dzięki Ludwikowi XV i markizie Pompadour powstała manufaktura porcelany w Vincennes, którą od 1745 zarządzał Charles Adam. W 1753 manufaktura otrzymała miano Manufacture Royale de Porcelaine i zyskała wysokiej klasy specjalistów. Nowe wzory projektował znany rzeźbiarz Étienne Maurice Falconet. Zatrudniono 46 specjalnie dobranych, wyszkolonych dziewcząt, znających zasady malowania wzorów na porcelanie oraz potrafiących wyrabiać porcelanowe kwiaty.
Początkowo manufaktura wytwarzała tzw. miękką porcelanę, ale dzięki odkryciu z 1768 w Sèvres zaczęto dwa lata później produkcję twardej porcelany. W 1756 manufaktura została przeniesiona przez Ludwika XV do specjalnie w tym celu wzniesionych budynków w Sèvres.
W tym samym roku Jean Hellot uzyskał nowy kolor podstawowy dla porcelany, tzw. rose Pompadour, czyli róż Pompadour, używany od tej pory na szeroką skalę, zarówno do wyrobu naczyń, jak i bibelotów. Niebawem markiza wystarała się u króla o monopol na wyroby z Sèvres i odtąd żadne inne przedsiębiorstwa we Francji nie mogły wyrabiać eleganckiej porcelany, a szczególnie o takich samych wzorach i zdobieniach. W 1759 manufaktura przeszła pod kontrolę królewską, a następnie cesarską i państwową.
Do dziś przetrwało wiele wyrobów Królewskiej Manufaktury, które można oglądać m.in. w Musée National de Ceramique w samym Sèvres, a także w Wallace Collection w Londynie oraz Muzeum porcelany w Kuskowie.

## Artyści
- François Boucher
- Auguste Rodin
- Hans Arp